# L'Éclat du jour
Pour plus de détails, voir Fiche technique et Distribution.
L'Éclat du jour (Der Glanz des Tages) est un film autrichien réalisé par Tizza Covi et Rainer Frimmel, sorti en 2012.

## Synopsis
Philipp, acteur de théâtre accaparé par son métier, voit débarquer dans sa vie, Walter, son oncle, ancien artiste de cirque.

## Fiche technique
- Titre : L'Éclat du jour
- Titre original : Der Glanz des Tages
- Réalisation : Tizza Covi et Rainer Frimmel
- Scénario : Xaver Bayer, Tizza Covi et Rainer Frimmel
- Photographie : Rainer Frimmel
- Montage : Emily Artmann et Tizza Covi
- Production : Rainer Frimmel
- Société de production : Vento Film
- Société de distribution : Zootrope Films (France)
- Pays de production :  Autriche
- Genre : Drame
- Durée : 90 minutes
- Dates de sortie : 
  - Suisse : 7 août 2012 (festival international du film de Locarno)
  - France : 12 février 2014

## Distribution
- Philipp Hochmair : Philipp
- Walter Saabel : Walter

## Accueil
Le film a reçu un accueil favorable de la critique. Il obtient un score moyen de 64 % sur Metacritic.